# 미쓰야 미야마쓰
미쓰야 미야마쓰(三矢宮松, 1880년(메이지 13년) 10월 23일 ~ 1959년(쇼와 34년) 1월 10일)는 일본 데와국 쇼나이 현 쓰루오카 정(현 쓰루오카시) 출신 관리이다. 형은 미쓰야 시게마쓰(三矢重松, 문학박사) 등이 있다.
1925년 일본 제국 조선총독부 경무국장 재직시에 중화민국의 동북군벌 장쭤린과 소위 미쓰야 협약을 체결하여 만주 내 조선독립군 진영의 항일무장투쟁 활동이 크게 위축되는 결과가 초래되었다.

## 학력
- 도쿄부립 제4중학교 졸업
- 제일고등학교 졸업
- 도쿄 제국대학 법과대학 독일법학사

## 같이 보기
- 미쓰야 협약